# PT Comunicações
A PT Comunicações foi uma empresa pertencente ao Portugal Telecom que presta Serviço Fixo Telefónico (SFT) e da Rede Pública de Telecomunicações em Portugal e que gere as empresas do grupo viradas para os segmentos residencial (MEO) e empresarial (PT Empresas).
Foi criada em 18 de Setembro de 2000, cerca de 9 meses depois da liberalização do Mercado Fixo em Portugal de Telecomunicações, é considerado o Operador Histórico da Rede Fixa.

## História
Antes de se chamar PT Comunicações, começou no séc. XIX como APT. Mais tarde criavam-se as empresas TLP e os CTT, que eram detidas pelo Estado Português. Nos início dos anos 90 os CTT entregam a gestão para uma empresa criada de raiz, chamada Telecom Portugal, que fazia a exploração do serviço telefónico em todo o País, excepto Lisboa e Porto. Em 1994 é feita a fusão das empresas Telecom Portugal, TLP, TDP e CPRM e é criada a Portugal Telecom. Em 1 de Junho de 1995 é dado o inicio da fase de privatização da empresa estatal Portugal Telecom, S.A. que é concluida em Dezembro de 2000, com que nessa altura é criada a Portugal Telecom, SGPS, SA e a PT Comunicações iria fazer a exploração, como desde sempre fez, da rede fixa, seja para o mercado retalhista seja para o mercado grossista.
Em 2000, começa a colocar DSLAMs nas Centrais Telefónicas para receber os serviços de ADSL em Portugal que, segundo dados da empresa, até Dezembro de 2006, já cobre 98% de ADSL recepcionado nas casas de todos os clientes da rede telefónica da PT. Em 2001, é criado na rede fixa o serviço de Voice Mail ou Gravador de Chamadas do mesmo sistema que a rede móvel sempre liderou. Em 2003, é criado o Serviço de Mensagens Escritas (SMS) que iniciou o processo com SMS gratuitos para as redes PT e TMN, e durante o lançamento e desenvolvimento do serviço chegou aos restantes operadores móveis nacionais. Em 2004, é criado o Serviço de Mensagens Multimédia (MMS) no seguimento do desenvolvimento tecnológico da rede de telecomunicações na qual passaria a PT Comunicações a ser dos primeiros operadores de rede fixa no Mundo a adoptar os serviços de SMS e MMS que só a Rede Móvel podia disponibilizar. Em 2005, a PT Comunicações cria o serviço de factura electrónica na qual substitui o tradicional documento de factura em papel para a factura em suporte digital aos clientes da PT Comunicações para uma boa politica ambiental da empresa do Grupo PT. Em 2006, cria o serviço PT Agenda que visa apresentar uma lista dos 10 números de telefone mais ligados nos últimos 3 meses de facturação. Em 2007, a PT Comunicações foi decido a separação entre o Grupo PT e PT Multimédia, sendo a última em 2008, quando mudou-se para ZON Multimédia.
Em 29 de Dezembro de 2014, a Portugal Telecom (hoje Altice Portugal) extinguiu a subsidiária TMN, passou a ser denominada "MEO". No mesmo ano, a PT Comunicações foi fundida com a MEO.

## Empresas e Serviços
A PT Comunicações opera nos mercados de telecomunicações, para os particulares e empresariais.

#### Particulares
MEO (antiga TMN) - Empresa/ Operador de telecomunicações fixas e móveis responsável pela gestão do marca e serviço comercial MEO.

#### Empresarial
PT Empresas (com fusão entre PT Prime e PT Negócios) responsável pelas soluções tecnológicas e de telecomunicações para PME - Pequenas, Médias Empresas e Grandes Empresas e Instituições, como o Governo de Portugal